# Kong Karls Land
Kong Karls Land è un gruppo di isole facenti parte dell'arcipelago delle isole Svalbard, in Norvegia. In tutto il gruppo di isole copre un'area di 332 km².
Il nome deriva da quello di Carlo I di Württemberg.

## Geografia
L'arcipelago è composto dalle isole di Kongsøya, Svenskøya, Abeløya e le più piccole Helgolandøya e Tirpitzøya.
Le isole, con la maggior concentrazione di orsi polari dell'arcipelago delle isole Svalbard, fanno parte della Riserva naturale delle Svalbard nord-orientali, che comprende anche le isole di Nordaustlandet e di Kvitøya.

## Storia
Il primo avvistamento risale probabilmente al 1617 ad opera di alcuni balenieri britannici che diedero alle isole il nome di Wiches Land (da Richard Wiche, armatore e membro del comitato di direzione della Compagnia britannica delle Indie orientali), la loro scoperta però venne dimenticata.
L'arcipelago di Kong Karls Land fu ri-scoperto da Erik Eriksen nel 1853, che le avvistò dalla cima di un rilievo sull'isola di Edgeøya. Il 27 luglio 1859 avvistò le isole di Kongsøya e Svenskøya dove sbarcò.